# Transjordània
|  | Per a altres significats, vegeu «Senyoria de Transjordània». |

Es coneixen com a Transjordània (més enllà del Jordà) els territoris situats a la riba oriental d'aquest riu. Fou també el nom que va portar un mandat britànic amb una monarquia haixemita xerifiana instal·lada el 1921 que va esdevenir independent el 1946.

## Història
Els britànics administraven el territori des de 1917 i 1918 quan amb l'ajut de les forces àrabs de Faysal ibn Ali el van conquerir als otomans (vegeu al-Urdunn). Faysal va entrar a Damasc (evacuada pels otomans el 30 de setembre de 1918) el dia 1 d'octubre de 1918. El 3 de gener de 1919 va signar un acord de cooperació amb Chaim Weizmann, president de l'Organització Sionista Mundial, per la cooperació dels dos pobles i va donar suport a l'anomenada Declaració Balfour de 1917 sobre l'establiment d'una llar nacional jueva a Palestina. El 1919 va dirigir la delegació àrab a la conferència de pau de París i va reclamar l'establiment d'un emirat àrab per tots els territoris d'aquesta nació que havien estat sota domini otomà. El maig de 1919 es van celebrar eleccions per un congrés nacional sirià (que incloïa Palestina i Transjordània), que el juny va rebutjar els acords de les potències (Conferència de París) sobre els mandats. El 19 de desembre de 1919 es va constituir un govern nacional sirià a Damasc, i el 7 de març de 1920 el congrés nacional va proclamar la independència i va elegir a Faysal com a rei. Però l'abril de 1920 la Conferència de San Remo va confiar el mandat de Síria a França i de Palestina a Gran Bretanya, el que va caure molt malament a Damasc i a tot Síria. El 12 de maig de 1920 els mandats entraven en vigor i Transjordània quedava inclosa en el de Palestina. El 14 de juliol del 1920, el general Gouraud, alt comissari francès va dirigir un ultimàtum a Faysal, que va haver d'acceptar. L'agitació popular va augmentar. El 20 de juliol de 1920 l'exèrcit àrab dispersà una manifestació popular mentre tropes franceses foren enviades al país per aplicar els acords. El 24 de juliol els francesos van derrotar els àrabs a la batalla de Maysalun i el 25 de juliol els francesos van entrar a Damasc; Faysal va sortir del país i va anar a la Gran Bretanya (agost del 1920) i el comissari francès va ocupar el poder i va iniciar el mandat. A Transjordània els britànics van crear llavors una administració local autònoma dins del seu mandat de Palestina, amb els districtes d'Ajlun, al-Salt i al-Karak, coneguda com a govern de Moab.
El març de 1921 Abd Allah ibn Husayn, germà de Faysal, es va dirigir a Amman en ruta a Damasc i fou acollit per l'administració britànica incipient i va reclamar el suport britànic a la seva causa per raó de l'anterior suport que el seu pare havia donat als britànics en la guerra. Gran Bretanya buscava instal·lar a Transjordània una estructura de govern senzilla per complir la seva tasca de potència mandatària (que consistia a preparar els ciutadans per autogovernar-se) i van optar per oferir el tron (amb títol d'emir) del mandat a Abd Allah; rebria subsidis britànics i disposaria d'una força de seguretat dirigida per britànics; l'acord es va implementar l'11 d'abril de 1921 quan va néixer formalment l'emirat de Transjordània dins del mandat de Palestina; es van crear diversos símbols: una capital (Amman) i una bandera (la de la revolta àrab, negre, verda i blanca amb triangle vermell al pal); el territori fou delimitat amb Síria, Palestina i l'Iraq. Llavors la població era d'uns 225.000 habitants repartits entre camperols i pastors, gairebé tots àrabs excepte les minories de turcmans, txetxens i circassians; gairebé tots eren musulmans excepte una petita minoria d'àrabs cristians. Amman era una petita colònia circassiana i la ciutat principal era al-Salt que tenia uns 20.000 habitants. Es va crear també la Legió Àrab, un exèrcit sota direcció britànica, que fou la base del poder reial.
El 23 de maig de 1923 l'emirat fou reconegut com estat separat pels britànics i el dia 25 va quedar definitivament separat del mandat de Palestina. El maig de 1925 els districtes d'Àqaba i Maan van quedar inclosos dins de l'emirat. El 28 de febrer de 1928 els britànics van reconèixer a Transjordània com estat independent sota protectorat britànic. La bandera nacional fou modificada el 16 d'abril de 1928 al model actual, en el qual l'estel de set puntes simbolitzava cadascuna de les set províncies de la Gran Síria reclamades pels haixemites (Alep, Damasc, Líban, País Drus (Hawran), País Alauita, Palestina, Transjordània) i per cadascun dels set primers versos de l'alcorà. El repartiment de la terra es va fer de manera força equitativa i sense crear grans diferències socials. El 1938 la població s'estimava en 300.000 habitants (probablement era una mica superior) i al-Salt tenia encara la mateixa població mentre Amman havia pujat a uns 20.000 habitants.
El 1946 els britànics van acordar la independència a Transjordània. El mandat es va donar per acabat el 22 de març de 1946 i l'emirat de Transjordània va esdevenir el regne Haixemita de Jordània (al-Mamlaka al-Urduniyya al-Hashimiyya) el dia 25 de maig de 1946. Abd Allah va agafar el títol de rei.

## Governants
Els primers ministres de l'emir entre 1921 i 1946 foren:
- Rashid Tali 11 d'abril de 1921 - 15 d'agost de 1921
- Muzhir ar-Raslan 1921 - 10 de març de 1922
- Ali Rida ar-Riqabi 1922 - 1 de febrer de 1923
- Muzhir ar-Raslan (segona vegada; interí) 1923 - 5 de setembre de 1923
- Hassan Khalid Abul-Huda 1923 - 3 de maig de 1924
- Ali Rida ar-Riqabi (segona vegada) 1924 - 26 de juny de 1926
- Hassan Khalid Abul-Huda 1926 - 22 de febrer de 1931
- Abdullah as-Sarraj 1931 - 18 d'octubre de 1933
- Ibrahim Hashim 1933 - 28 de setembre de 1938
- Tawfiq Abul-Huda 1938 - 15 d'octubre de 1944
- Samir ar-Rifai 1944 - 19 de maig de 1945
- Ibrahim Hashim (segona vegada) 1945 - 25 de maig de 1946 (va seguir fins al 4 de febrer de 1947)